# Les chattes se mouillent
Pour plus de détails, voir Fiche technique et Distribution.
Les chattes se mouillent (néerlandais : Niet voor de poezen ; anglais : Because of the Cats) est un film dramatique belgo-néerlandais réalisé par Fons Rademakers et sorti en 1973.
Il s'agit d'une adaptation du roman C'est la faute des chats (Because of the Cats) de Nicolas Freeling paru en 1963 dans la série du commissaire Van der Valk.

## Synopsis
Un détective d'Amsterdam se retrouve sur la piste d'une bande de jeunes riches à la suite d'une affaire de viol. Les membres prennent part à d'étranges rituels et pratiques criminelles.

## Fiche technique
- Titre français : Les chattes se mouillent ou À cause des chats ou C'est la faute des chats[2]
- Titre néerlandais : Niet voor de poezen[3]
- Titre original anglais : Because of the Cats
- Réalisation : Fons Rademakers
- Scénario : Hugo Claus d'après le roman C'est la faute des chats[1] (Because of the Cats) de Nicolas Freeling paru en 1963 dans la série du commissaire Van der Valk.
- Photographie : Eddy van der Enden (nl)
- Montage : Ton Aarden
- Musique : Ruud Bos (nl)
- Production : Fons Rademakers, Paul Collet
- Société de production : Showking Films
- Pays de production :  Pays-Bas -  Belgique
- Langue originale : anglais
- Format : couleurs par Eastmancolor - 2,35:1 - Son mono - 35 mm
- Genre : drame
- Durée : 98 minutes
- Date de sortie :
  - Pays-Bas : 15 mars 1973
  - France : 21 juillet 1976

## Distribution
- Bryan Marshall : commissaire Van der Valk
- Alexandra Stewart : Feodora
- Edward Judd : Mierle
- Sebastian Graham Jones : Jansen
- Anthony Allen : Erik Mierle
- Nicholas Hoye : Kees van Sonneveld
- Sylvia Kristel : Hannie Troost
- Ida Goemans : Carmen
- Delia Lindsay : Mme Maris
- Roger Hammond : M. Maris
- Derek Hart : Kieft
- Christopher Blake : Frank Kieft
- George Baker Boersma
- Guido De Moor : Marcousis
- Lous Hensen : Mme de Sonneveld
- Mariëlle Jonas : Martha
- Louis Borel : antiquaire